# Independencia (film)
Pour les articles homonymes, voir Independencia.
Pour plus de détails, voir Fiche technique et Distribution.
Independencia  est un film philippin réalisé par Raya Martin et sorti en 2009.

## Fiche technique
- Titre : Independencia
- Réalisation : Raya Martin
- Scénario : Ramon Sarmiento et Raya Martin
- Photographie : Jeanne Lapoirie
- Costumes : Reza Aznar
- Décors : Digo Ricio
- Son :  Ronald de Asis et Arnel Labayo
- Montage : Jay Halili
- Musique :  Lutgardo Labad
- Sociétés de production : Arte France Cinéma - Cinematografica - Atopic - Razor Film Produktion GmbH - Volya Films
- Pays de production :  Philippines -  France -  Allemagne -  Pays-Bas
- Durée : 77 minutes
- Dates de sortie : France - mai 2009 (Festival de Cannes)[1] ;  21 avril 2010[2]

## Distribution
- Sid Lucero
- Tetchie Agbayani
- Alessandra De Rossi
- Mika Aguilos
- Bodjie Pascua
- Lui Manansala

## Distinctions

### Récompenses
- Golden Kinnaree Award et Netpac Award : Bangkok International Film Festival 2009
- Critics Award et Special Jury Award : Valdivia International Film Festival

### Sélections
- Festival de Cannes 2009 (sélection Un certain regard)
- Cinemanila International Film Festival 2009
- Gawad Urian Awards 2010